# Tiếng Kucong
Tiếng Kucong (tiếng Trung: 苦聪话; Hán-Việt: Khổ Thông thoại; bính âm: Kǔ cōng huà) là một ngô ngữ thuộc nhóm Lô Lô của Vân Nam và Việt Nam. Ở Việt Nam, tên tự gọi của người nói tiếng Kucong là Khù Sung, và còn được gọi là La Hủ Đen (Edmondson 2002). Tiếng Kucong rất liên quan đến tiếng La Hủ.

## Phân bố

### Việt Nam
Tiếng Kucong, hay La Hủ Đen, được nói ở các làng sau của xã Ca Lăng, huyện Mường Tè, tỉnh Lai Châu, Việt Nam (Edmondson 2002).
- Nẩu Phìn
- Nậm Khao
- Nặng Cấu
- Phìn Hồ
- Nậm Xả

Người Kucong, hay La Hủ Đen, sống một cách ngẫu nhiên với La Hủ Sủ (La Hủ Vàng) và La Hủ Phụng (La Hủ Trắng). Người La Hủ Vàng sống ở các địa điểm sau.
- Xã Pa Vệ Sủ
- Xã Pa Ủ
- Xã Ca Lăng (ở Là Pé, Nhu Tè, và Hóm Bô)

Người La Hủ Trắng sống ở các địa điểm sau, thường cùng với người La Hủ Vàng.
- Xã Pa Ủ (ở Xà Hồ, Ử Ma, Pha Bu, Pa Ử và Khồ Ma)
- Xã Ca Lăng (ở Hà Xe)

Người Kucong và các nhóm La Hủ có liên quan ban đầu đến từ khu vực huyện Kim Bình ở miền nam Vân Nam, Trung Quốc (Edmondson 2002).

### Trung Quốc
Theo Tôn Hoằng Khai (孙宏开) ghi nhận năm 1992 và Li & Zhang (2003) ghi nhận có 30.000 người nói tiếng Kucong ở Vân Nam, Trung Quốc.
- Tiếng Kucong đen (tiếng Trung: 黑苦聪; Hán-Việt: Hắc Khổ Thông; bính âm: Hēi Kǔcōng hay còn có tên khác là Oa Tha (bính âm: Guō cuō) hoặc Quách Trừu tiếng Trung: 郭抽; bính âm: Guō chōu) nói tại các khu vực như huyện Trấn Viễn, Mặc Giang,..